# Sous les jupons de l'Histoire
Sous les jupons de l’Histoire est une émission de télévision diffusée sur Chérie 25 depuis le 16 octobre 2013 et présentée par Christine Bravo.
Ce programme constitue le premier magazine féminin d'histoire. Chaque numéro revient sur le destin d'une femme qui a marqué l'Histoire de France.

## Diffusion et présentation
L'émission est présentée depuis le premier numéro par Christine Bravo, accompagnée de plusieurs spécialistes dans divers domaines.
La première saison, composée de 10 numéros est diffusée jusqu'au 13 novembre 2013. La deuxième saison débute le 11 janvier 2015 et s'arrête le 1er février suivant. Le programme revient pour une troisième saison qui démarre le 29 août 2015, puis une quatrième qui commence le 3 septembre 2016. L'émission est reconduite pour une cinquième saison en septembre 2017 et diffusée du 7 octobre 2017 au 24 mars 2018.
Le 23 mai 2020, Christine Bravo déclare à la radio que l'émission s'arrête après 5 saisons, faute d'argent,. Cependant, en septembre 2022, Christine Bravo annonce sur son compte Instagram, entourée de Marc Fourny, Stéphane Clerget et Élisabeth de Feydeau, la reprise des tournages pour une diffusion des nouveaux numéros à la fin de l’année 2022, ce qui est confirmé par Isabelle Morini-Bosc, journaliste média à RTL. Le premier numéro de la sixième saison est diffusé le 14 avril 2023, toujours sur Chérie 25, en première partie de soirée et suivi par des rediffusions.

## Composition du programme
L'émission est découpée en plusieurs parties, comme les rubriques d'un journal féminin (mode, beauté, famille, cuisine), afin de raconter plusieurs anecdotes sur la personnalité historique choisie. Christine Bravo se déplace dans un lieu marquant (par exemple au château de Blois pour l'émission consacrée à Marie de Médicis) et interroge plusieurs spécialistes en fonction du sujet abordé (conservateur de château, médecin ou encore historien de la mode).
L'émission comprend des numéros consacrés aux mères de grandes figures royales européennes (Anne d'Autriche, mère de Louis XIV), à leurs épouses (Marie Leszczynska, épouse de Louis XV) ou à leurs maîtresses (Agnès Sorel, favorite de Charles VII). Elle s'intéresse aussi à des femmes au destin exceptionnel qui ont réussi à s'imposer dans un monde masculin, comme George Sand ou Marie Marvingt.

## Liste des émissions
| Épisode  | Première diffusion | Titre                                              | Lieu                                                                                    | Audience                      |
| Saison 1 | Saison 1           | Saison 1                                           | Saison 1                                                                                | Saison 1                      |
| -------- | ------------------ | -------------------------------------------------- | --------------------------------------------------------------------------------------- | ----------------------------- |
| 1        | 16 octobre 2013    | Catherine de Médicis                               | Château royal de Blois                                                                  | 118 000                       |
| 2        | 16 octobre 2013    | Joséphine de Beauharnais                           | Château de Fontainebleau                                                                | 107 000                       |
| 3        | 23 octobre 2013    | Anne de Bretagne                                   | Château royal de Blois                                                                  |                               |
| 4        | 23 octobre 2013    | Marie-Louise d'Autriche                            | Palais impérial de Compiègne                                                            |                               |
| 5        | 30 octobre 2013    | Anne d'Autriche                                    | Château de Fontainebleau                                                                |                               |
| 6        | 30 octobre 2013    | Madame de Maintenon                                | Château de Maintenon                                                                    |                               |
| 7        | 6 novembre 2013    | La reine Margot                                    | Vieux Paris                                                                             |                               |
| 8        | 6 novembre 2013    | L'impératrice Eugénie                              | Palais impérial de Compiègne                                                            |                               |
| 9        | 13 novembre 2013   | Diane de Poitiers                                  | Château d'Anet                                                                          |                               |
| 10       | 13 novembre 2013   | Marie-Antoinette                                   | Conciergerie de Paris                                                                   |                               |
| Saison 2 |                    |                                                    |                                                                                         |                               |
| 11       | 11 janvier 2015    | Marie Leszczynska                                  | Château de Versailles                                                                   |                               |
| 12       | 18 janvier 2015    | Madame de Pompadour                                | Château de Versailles                                                                   |                               |
| 13       | 25 janvier 2015    | Madame du Barry                                    | Château de Versailles                                                                   |                               |
| 14       | 1er février 2015   | Marie-Antoinette                                   | Château de Versailles - Petit Trianon                                                   |                               |
| Saison 3 |                    |                                                    |                                                                                         |                               |
| 15       | 29 août 2015       | La Princesse Palatine                              | Château de Versailles - Grand Trianon                                                   |                               |
| 16       | 5 septembre 2015   | Marie de Médicis                                   | Château royal de Blois                                                                  | 72 000 (0,8 %)                |
| 17       | 12 septembre 2015  | Louise de Savoie                                   | Château de Chambord                                                                     | 169 000 (1,4 %) (rediffusion) |
| 18       | 19 septembre 2015  | Louise de La Vallière                              | Château de Versailles                                                                   |                               |
| 19       | 26 septembre 2015  | Ninon de Lenclos                                   | Domaine de Villarceaux                                                                  | 114 000 (1 %)                 |
| 20       | 24 octobre 2015    | Agnès Sorel                                        | Cité Royale de Loches                                                                   |                               |
| 21       | 31 octobre 2015    | Aliénor d'Aquitaine                                | Abbaye Notre-Dame de Fontevraud                                                         | 125 000 (1,1 %)               |
| 22       | 7 novembre 2015    | Madame de Montespan                                | Château de Versailles                                                                   |                               |
| 23       | 14 novembre 2015   | Madame de Sévigné                                  | Château des Rochers-Sévigné                                                             |                               |
| 24       | 21 novembre 2015   | Comtesse de Châteaubriant                          | Château de Châteaubriant                                                                |                               |
| Saison 4 |                    |                                                    |                                                                                         |                               |
| 25       | 3 septembre 2016   | Louise Weber dite La Goulue                        | La butte Montmartre, Le Moulin-Rouge, Paris                                             |                               |
| 26       | 10 septembre 2016  | La duchesse de Fontanges                           | Château de Fontainebleau                                                                |                               |
| 27       | 17 septembre 2016  | Les sœurs Mary et Anne Boleyn                      | Château royal de Blois                                                                  |                               |
| 28       | 24 septembre 2016  | L'impératrice Sissi                                | Palais impérial de la Hofburg et Musée d'histoire de l'art de Vienne (Vienne, Autriche) |                               |
| 29       | 1er octobre 2016   | Blanche de Castille                                | Château de Vincennes                                                                    |                               |
| 30       | 8 octobre 2016     | La Belle Otero                                     | Les Folies Bergère, Paris                                                               |                               |
| 31       | 15 octobre 2016    | Henriette d'Angleterre                             | Château de Fontainebleau                                                                | 194 000 (1,9 %)               |
| 32       | 22 octobre 2016    | Marie-Thérèse d'Autriche, mère de Marie-Antoinette | Château de Schönbrunn, Vienne, Autriche                                                 |                               |
| 33       | 29 octobre 2016    | Marie Stuart                                       | Château d'Amboise                                                                       |                               |
| 34       | 5 novembre 2016    | Juliette Drouet                                    | Place des Vosges, Paris                                                                 |                               |
| 35       | 12 novembre 2016   | Marie Mancini                                      | Château de Saint-Germain-en-Laye                                                        |                               |
| 36       | 19 novembre 2016   | George Sand                                        | Domaine de George Sand                                                                  | 218 000 (2,2 %)               |
| 37       | 26 novembre 2016   | Pauline Bonaparte                                  | Château de Fontainebleau                                                                |                               |
| 38       | 3 décembre 2016    | Gabrielle d'Estrées                                | Château de Pau                                                                          |                               |
| 39       | 10 décembre 2016   | La Grande Mademoiselle                             | Château de Fontainebleau                                                                |                               |
| Saison 5 |                    |                                                    |                                                                                         |                               |
| 40       | 7 octobre 2017     | Colette                                            | Maison de Saint-Sauveur-en-Puisaye                                                      |                               |
| 41       | 14 octobre 2017    | Sarah Bernhardt                                    | Théâtre de l'Odéon                                                                      |                               |
| 42       | 3 février 2018     | Marie Marvingt                                     | Aérodrome de La Ferté-Alais (Essonne)                                                   |                               |
| 43       | 10 février 2018    | Joséphine Baker                                    | Château des Milandes                                                                    |                               |
| 44       | 17 février 2018    | Camille Claudel                                    | Château de l'Islette                                                                    |                               |
| 45       | 24 février 2018    | La marquise de Brinvilliers                        | Château de Fontainebleau                                                                |                               |
| 46       | 3 mars 2018        | La duchesse d’Alençon                              | Château de Chantilly                                                                    |                               |
| 47       | 10 mars 2018       | La reine Victoria                                  | Château d'Eu                                                                            |                               |
| 48       | 17 mars 2018       | La comtesse de Castiglione                         | Palais impérial de Compiègne                                                            |                               |
| 49       | 24 mars 2018       | Hortense de Beauharnais                            | Hôtel Hortense-de-Beauharnais                                                           |                               |
| Saison 6 |                    |                                                    |                                                                                         |                               |
| 50       | 14 avril 2023      | Christine de Suède                                 | Château de Fontainebleau                                                                | 157 000 (0,8 %)               |
| 51       | 21 avril 2023      | Mata Hari                                          | Château de Vincennes                                                                    | 197 000 (1,0 %)               |
| 52       | 28 avril 2023      | Frida Kahlo                                        | Palais Galliera                                                                         | 161 000 (0,8 %)               |
| 53       | 5 mai 2023         | Wallis Simpson                                     | Château de Candé                                                                        | 191 000 (1,0 %)               |
| 54       | 12 mai 2023        | La Païva                                           | Hôtel de la Païva                                                                       | 171 000 (0,9 %)               |
| 55       | 18 mai 2024        | Madame Royale                                      | Château de Versailles                                                                   | 209 000 (1,2 %)               |
| 56       | 25 mai 2024        | La Duchesse de Berry                               | Musée des Arts décoratifs                                                               | 160 000 (0,9 %)               |

Légende :
- Plus hauts chiffres d’audience
- Plus bas chiffres d’audience

## Intervenants dans l’émission
- Saison 1 :
  - Santé : Philippe Charlier
  - Mode et beauté : Jean-Paul Cauvin, Eva Samana, Fabienne Falluel, Dominique Gaulme
  - Vie quotidienne : Michel de Decker, Vincent Droguet, Dimitri Casali, Élisabeth La Trémolière
  - Cuisine : Serge Alzérat

- Saison 2 :
  - Scandales : Marc Fourny
  - Santé : Stéphane Clerget
  - Mode : Cécile Sepulchre
  - Beauté : Laurent Caille
  - Vie quotidienne : Élisabeth de Feydeau
  - Cuisine : Serge Alzérat

- Saison 3 :
  - Scandales : Marc Fourny
  - Santé (sexe et psychologie) : Stéphane Clerget
  - Mode et beauté : Carole Coatsaliou
  - Vie quotidienne : Christinne Lelong, Élisabeth La Trémolière, Sylvain Bertrand et Élisabeth de Feydeau
  - Cuisine : Serge Alzérat
- Saison 4 :
  - Scandales : Marc Fourny
  - Santé (sexe et psychologie) : Stéphane Clerget
  - Mode et beauté : Carole Coatsaliou et Karine Couëdel
  - Vie quotidienne : Frédéric Lewino, Jean-Louis Sureau, Dimitri Casali, Élisabeth La Trémolière et Élisabeth de Feydeau
  - Cuisine : Serge Alzérat
- Saison 5 :
  - Scandales : Marc Fourny
  - Santé (sexe et psychologie) : Stéphane Clerget
  - Mode et beauté : Karine Couëdel
  - Vie quotidienne : Virginie Girod, Élisabeth de Feydeau
  - Cuisine : Serge Alzérat
- Saison 6 :
  - Scandales : Marc Fourny
  - Santé (sexe et psychologie) : Stéphane Clerget
  - Mode et beauté : Yvane Jacob
  - Vie quotidienne : Élisabeth de Feydeau
  - Cuisine : Serge Alzérat

## Critiques
En novembre 2013, Le Figaro note : « Adeptes des grandes batailles, passez votre chemin. Christine Bravo a choisi de regarder les femmes célèbres à travers le petit bout de la lorgnette. Ce Voici de l'histoire conte les petits scandales et les grandes trahisons des célébrités du temps jadis avec amusement. Comme les magazines tabloïds, ce n'est pas toujours du meilleur goût, mais qu'est ce que c'est drôle ».